# Albertin
Az Albertin női név az Albertina alakváltozata, jelentése nemes és fényes, híres.

## Rokon nevek
Albertina, Alberta, Berta, Bertina

## Gyakorisága
Az újszülötteknek adott nevek körében az 1990-es években szórványosan fordult elő. A 2000-es és a 2010-es években sem szerepelt a 100 leggyakrabban adott női név között.
A teljes népességre vonatkozóan az Albertin sem a 2000-es, sem a 2010-es években nem szerepelt a 100 leggyakrabban viselt női név között.

## Névnapok
augusztus 24., november 15.